# Terdobbiate
Terdobbiate är en ort och kommun i provinsen Novara i regionen Piemonte i Italien. Kommunen hade 470 invånare (2018).